# Montigny-lès-Metz
Montigny-lès-Metz je zahodno predmestje Metza in občina severovzhodnega francoskega departmaja Moselle regije Lorene. Leta 1999 je naselje imelo 23.437 prebivalcev.

## Administracija
Montigny-lès-Metz je sedež istoimenskega kantona, v katerega so poleg njegove vključene še občine Augny, Chieulles, Mey, Saint-Julien-lès-Metz, Vantoux in Vany z 29.890 prebivalci.
Kanton je sestavni del okrožja Metz-Campagne.